# Zona Norte de Londres

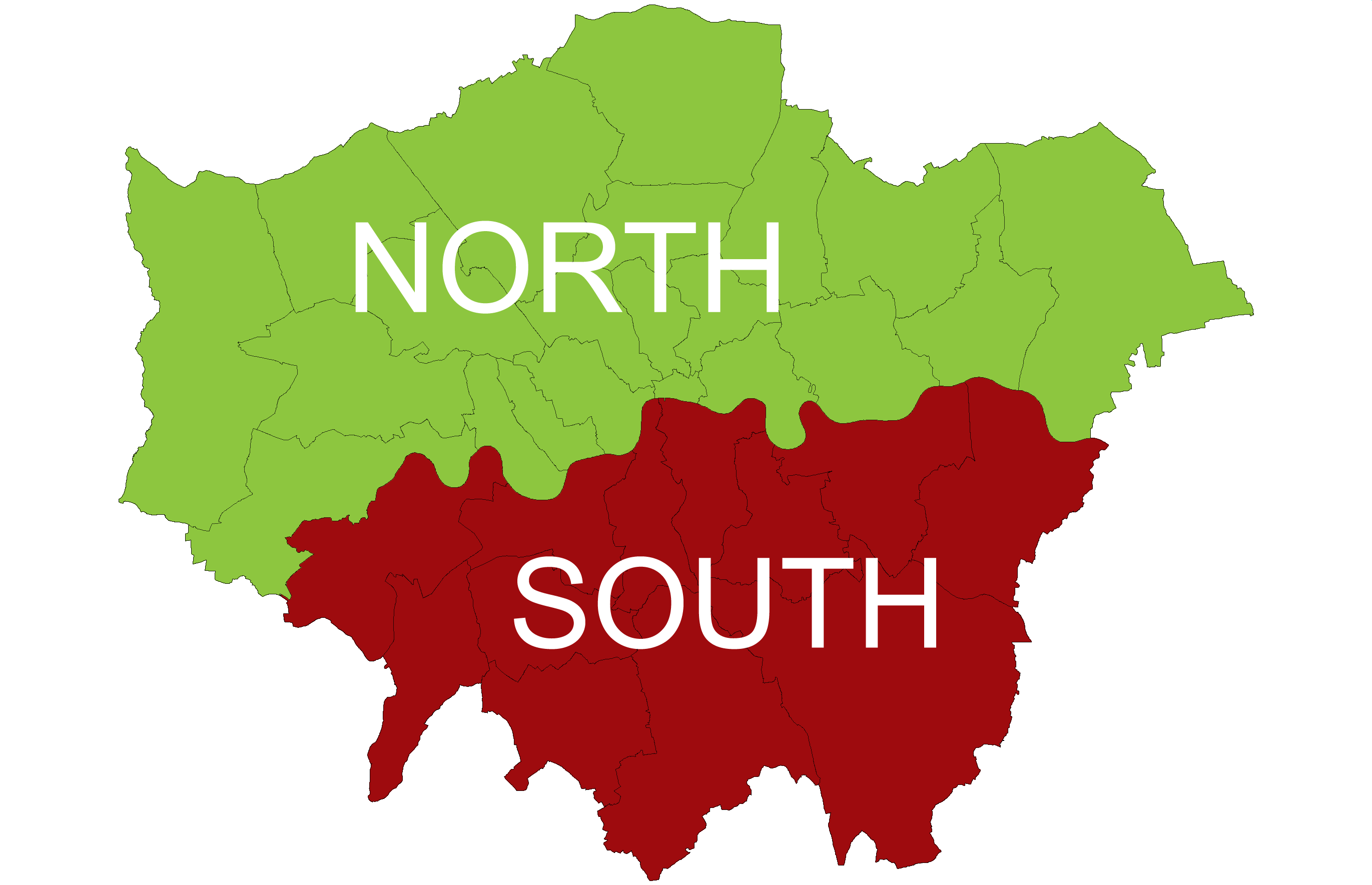

North  London é a zona norte de Londres, Inglaterra. É uma descrição imprecisa e a área de abrangência é definida de forma diferente para uma variedade de propósitos. Comum a estas definições, é a inclusão de todos os distritos situados ao norte do rio Tâmisa e é usado em comparação com a South London, o sul de Londres. Estende-se de Clerkenwell e Finsbury, nos limites do distrito financeiro da City of London, até à fronteira da Grande Londres com Hertfordshire.

## Lista de Municípios
Esta lista inclui todos os municípios incluídos na área de Comissão de Fronteiras.
|  | Municípios de Londres | Distritos Postais em Londres | sub-região 2008 | Assembleias constituintes de Londres |
|  | --------------------- | ---------------------------- | --------------- | ------------------------------------ |
|  | Barking e Dagenham    | IG, RM                       | Nordeste        | City e East                          |
|  | Barnet                | EN, HA, N, NW                | Norte           | Barnet e Camden                      |
|  | Brent                 | HA, NW, W                    | Oeste           | Brent e Harrow                       |
|  | Camden                | EC, WC, N, NW                | Norte           | Barnet e Camden                      |
|  | Ealing                | UB, W                        | Oeste           | Ealing e Hillingdon                  |
|  | Enfield               | EN, N, E                     | Norte           | Enfield e Haringey                   |
|  | Hackney               | E, EC, N                     | Norte           | Nordeste                             |
|  | Hammersmith Fulham    | SW, W                        | Oeste           | Centro-Oeste                         |
|  | Haringey              | N                            | Norte           | Enfield e Haringey                   |
|  | Harrow                | HA                           | Oeste           | Brent e Harrow                       |
|  | Havering              | RM                           | Nordeste        | Havering e Redbridge                 |
|  | Hillingdon            | TW, UB                       | Oeste           | Ealing e Hillingdon                  |
|  | Hounslow              | TW, W                        | Oeste           | Sudeste                              |
|  | Islington             | EC, WC, N                    | Norte           | Nordeste                             |
|  | Kensington e Chelsea  | NW, SW                       | Oeste           | Centro-Oeste                         |
|  | Newham                | E, IG                        | Nordeste        | City e East                          |
|  | Redbridge             | E, IG                        | Nordeste        | Havering e Redbridge                 |
|  | Waltham Forest        | E, IG                        | Nordeste        | Nordeste                             |
|  | Westminster           | NW, SW, W                    | Oeste           | Centro-Oeste                         |